# 도고 효

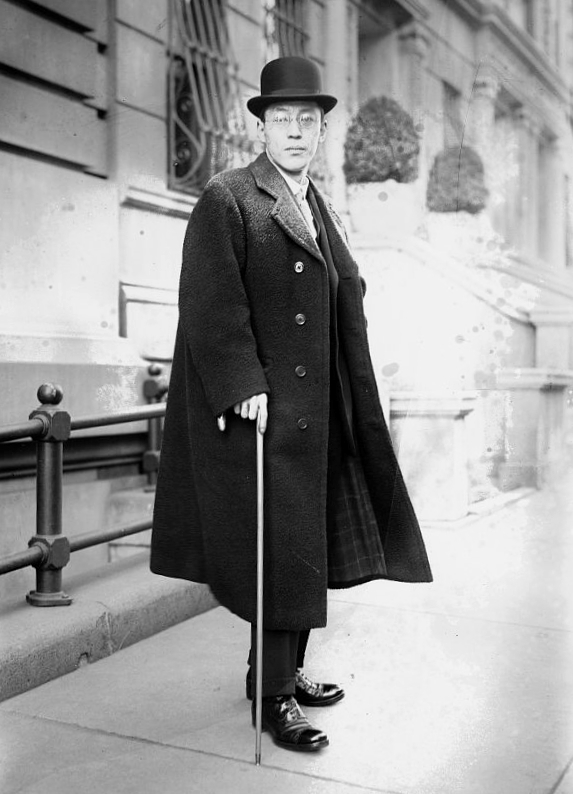
도고 효

도고효(일본어: 東郷彪)는 일본의 정치인이다. 농상무관료(農商務官僚), 궁내관료(宮内官僚)를 역임하였다. 작위는 후작.
아버지는 도고 헤이하치로이다.
아버지의 명성에 가려 대중적으로 널리 알려지진 않았으나, 일본 근대 귀족사회와 황실 관련 행정, 의회 활동 등에서 중요한 역할을 맡았다. 그의 생애는 일본 근대사에서 명문가 자제의 전형적인 경로를 보여준다
| 전임 도고 헤이하치로 | 제2대 도고 후작가 당주 1934년 ~ 1947년 | 후임 화족 제도 폐지 |